# Masuda
Masuda (Japans: 益田市, Masuda-shi) is een stad in de prefectuur Shimane, Japan. Begin 2014 telde de stad 48.756 inwoners.

## Geschiedenis
Op 1 augustus 1952 werd Masuda benoemd tot stad (shi). In 2004 werden de gemeenten Mito (美都町) en Hikimi (匹見町) toegevoegd aan de stad.

## Partnersteden
- Ningbo, China sinds 1990
- Queenstown, Nieuw-Zeeland

Subprefectuur:
Oki

Steden:
Gotsu · Hamada · Izumo · Masuda · Matsue (hoofdstad) · Oda · Unnan · Yasugi

Districten:
Iishi · Kanoashi · Nita · Ochi · Oki
Gemeenten per district